# 견문각지
견문각지(見聞覺知, 산스크리트어: dṛṣṭa-śruta-mata-jñāta, dṛṣṭa-śruta-mata-vijñāta)는 견(見) · 문(聞) · 각(覺) · 지(知)가 합쳐진 것으로, 보고 · 듣고 · 깨닫고 · 아는 것을 총칭하는 낱말이다.
견(見) · 문(聞) · 각(覺)은 전5식의 마음작용에 해당하고, 지(知)는 제6의식과 이 보다 더 심층의 식(識)들의 마음작용에 해당한다. 따라서, 견문각지(見聞覺知)는 마음[心] 즉 6식 또는 8식이 객관세계를 접촉하는 것을 총칭한다. 즉 마음의 모든 인식활동 또는 인식기능을 통칭하는 낱말이다.
한편, 일반적인 의미에서, 견문각지가 많다는 것은 경험이 풍부하다는 뜻으로 해석되기도 한다.

## 일반적인 해석
일반적으로 널리 쓰이는 해석에 따르면, 견(見) · 문(聞) · 각(覺) · 지(知)의 각각은 다음을 뜻한다. 이 해석은 부파불교의 설일체유부의 주요 논서 가운데 하나인 《대비바사론》 제121권에 나타난 견해와 일치한다.
- 견(見)은 6근 가운데 안근 즉 눈으로 대상의 색깔과 모양을 보는 것을 뜻한다.
- 문(聞)은 6근 가운데 이근 즉 귀로 대상의 소리를 듣는 것을 뜻한다.
- 각(覺)은 깨달음 즉 구경각 또는 지혜를 뜻하는 것이 아니라 6근 가운데 비근 · 설근 · 신근의 3가지 근 즉 코 · 혀 · 몸으로 대상의 냄새 · 맛 · 촉감을 지각하는 것을 뜻한다.
- 지(知)는 6근 가운데 의근으로 법, 즉 대상의 정신적 측면을 요별하는 것을 뜻한다.

따라서 견(見) · 문(聞) · 각(覺) · 지(知) 가운데 견(見) · 문(聞) · 각(覺)은 전5식과 관련된 마음작용을 말하고, 지(知)는 제6의식 또는 그 보다 더 심층의 제7말나식 또는 제8아뢰야식과 관련된 의식작용을 말한다.
전체적으로 말하자면, 견문각지(見聞覺知)는 마음[心] 즉 6식 또는 8식이 외경(外境) 즉 객관세계를 접촉하는 것을 총칭한다.

## 잡집론의 해석
대승불교의 유식유가행파의 주요 논서 가운데 하나인
안혜의 《잡집론》에 따르면 견문각지(見聞覺知)의 해석은 일반적인 해석과는 다소 차이가 있다. 《잡집론》에 따르면 견(見) · 문(聞) · 각(覺) · 지(知)의 각각은 다음을 뜻한다.
먼저, '견문각지(見聞覺知)하여 파악한 의미[義]'라는 낱말이 사용되는데, 《잡집론》에 따르면, 이것은 견의(見義) · 문의(聞義) · 각의(覺義) · 지의(知義)를 통칭하는 낱말이다.
- 견의(見義): 보아서 파악한 의미라는 뜻으로, 안근 즉 눈으로 보고 받아들인 것[眼所受]을 말한다.
- 문의(聞義): 들어서 파악한 의미라는 뜻으로, 이근 즉 귀로 들어서 받아들인 것[耳所受]을 말한다.
- 각의(覺義): 각(覺) 즉 심(尋)으로 파악한 의미라는 뜻으로, 견의와 문의에 응하여 자연히 저절로 생각[思]이 구성[搆]되어 파악한 것을 말한다. 예를 들어, 심(尋)의 마음작용이 보고 들은 것을 바탕으로 사(思)와 상응하여 저절로 대강 그린[搆] 것을 말한다.
- 지의(知義)는 지(知) 즉 사(伺)로 파악한 의미라는 뜻으로, 자신의 내부에서 받아들인 것[自內所受]을 말한다. 예를 들어, 사(伺)의 마음작용이 '보고 듣고 저절로 대강 그려진 것'을 사(思) 또는 혜(慧)와 상응하여 내적으로 의식적으로 '세밀하게 살펴서 파악한 것 또는 그린 것'을 말한다.

## 견문각지와 상(想)
대승불교의 유식유가행파의 주요 논서인 무착의 《집론》과 안혜의 《잡집론》에 따르면, 상(想, 표상작용)의 마음작용은 5온 가운데 상온(想蘊)에 해당하는데, 구료상(搆了相) 즉 요별을 구성하는 성질을 본질적 성질[相]로 하는 마음작용이다.
《집론》과 《잡집론》에 따르면, 상(想)의 마음작용이 있기 때문에 유정은 갖가지 법의 상류(像類) 즉 모양과 유형을 구성하여 그려낼[搆畫] 수 있으며, 견문각지(見聞覺知)하여 파악한 의미[義]에 따라 갖가지 언설(言說) 즉 설명하는 말을 일으킬 수 있다. 즉 언어는 견문각지에 의해 파악된 의미[義]를 바탕으로 일어나는 상(想) 즉 표상작용 즉 개념들을 바탕으로 생겨난다.

## 참고 문헌
- 무착 지음, 현장 한역, 이한정 번역 (K.572, T.1605). 《대승아비달마집론》. 한글대장경 검색시스템 - 전자불전연구소 / 동국역경원. K.572(16-157), T.1605(31-663). |title=에 외부 링크가 있음 (도움말)
- 안혜 지음, 현장 한역, 이한정 번역 (K.576, T.1605). 《대승아비달마잡집론》. 한글대장경 검색시스템 - 전자불전연구소 / 동국역경원. K.576(16-228), T.1606(31-694). |title=에 외부 링크가 있음 (도움말)
- 운허.  동국역경원 편집, 편집. 《불교 사전》. |title=에 외부 링크가 있음 (도움말)
- (중국어) 무착 조, 현장 한역 (T.1605). 《대승아비달마집론(大乘阿毘達磨集論)》. 대정신수대장경. T31, No. 1605, CBETA. |title=에 외부 링크가 있음 (도움말)
- (중국어) 星雲. 《佛光大辭典(불광대사전)》 3판. |title=에 외부 링크가 있음 (도움말)
- (중국어) 안혜 조, 현장 한역 (T.1606). 《대승아비달마잡집론(大乘阿毘達磨雜集論)》. 대정신수대장경. T31, No. 1606, CBETA. |title=에 외부 링크가 있음 (도움말)